# Skinny Al
Skinny Al (* in Berlin, bürgerlich Alen Bucman) ist ein deutscher Rapper mit jugoslawischen Wurzeln.

## Biografie
Skinny Al erlangte Bekanntheit dadurch, dass er jahrelang auf dem Label Hell Raisa Records von Kaisa unter Vertrag stand. Auf diesem veröffentlichte er seine beiden Solo-Alben Demonenpark und Schattenseiten. Außerdem wirkte er auf mehreren Kaisa-Alben mit und auf dem Hell Raisa Sampler. Nachdem Kaisa wegen persönlichen Differenzen das Label schloss, gründete Skinny Al mit Kontra K und Fatal das Label DePeKa Records. Daraufhin veröffentlichte er mit Kontra K die EP Ein Herz aus Chrom, die den ersten Teil der „Chrome & Crime“-Reihe darstellt.
Es folgte im Jahr 2012 sein drittes Solo-Album Selbst ist der Mann, mit Gastbeiträgen von Mosh36, Herzog und Kontra K.

## Diskografie
Alben
- 2007: Demonenpark
- 2008: Schattenseiten
- 2012: Selbst ist der Mann

EP
- 2010: Ein Herz aus Chrom (mit Kontra K)

Sampler
- 2009: Hell Raisa Sampler 1 (Hell Raisa Records, Labelsampler)
- 2012: Mach keine chromen Dinga (DePeKa Records, Labelsampler)